# Ava Max-diszkográfia
Ava Max amerikai énekesnő két stúdióalbumot, egy középlemezt (EP), 28 kislemezt (ebből hatot közreműködő előadóként) és 15 promóciós kislemezt adott ki. 2008-ban Max egy független középlemezt adott ki Myspace-profilján Amanda Kay címmel. Ava művésznéven 2013-ban kiadta a Take Away the Pain című számot, amelyet később, 2015-ben a kanadai Project 46 duó remixelt meg.
Miután 2016-ban leszerződött az Atlantic Recordshoz, Max 2018 áprilisában kiadta a My Way és 2018 májusában a Slippin’ (Gashi közreműködésével) című dalokat, mindkettőt promóciós kislemezként. Debütáló kislemeze, a Sweet but Psycho 2018 augusztusában jelent meg, amely Max áttörő slágere lett, és 22 országban, köztük Svédországban, Finnországban, Norvégiában és az Egyesült Királyságban az első helyen végzett. A dal 2019 januárjában a Billboard Dance Club Songs listájának élére került, és a Billboard Hot 100-as listáján a 10. helyen szerepelt.
Max következő kislemeze, a So Am I 2019 márciusában jelent meg, amely Lengyelországban, Norvégiában, Skóciában és Svédországban a Top 10-ben szerepelt. Két promóciós kislemez jelent meg Blood, Sweat & Tears és Freaking Me Out címmel, melyeket 2019 augusztusában követett a következő kislemez, a Torn. A Salt 2019 decemberében került fel a digitális streaming platformokra. 2020-ban Max kiadta a Kings & Queens, a Who’s Laughing Now és az OMG What’s Happening című dalokat kislemezként a debütáló stúdióalbumáról, a Heaven & Hell-ről, amely 2020 szeptemberében jelent meg. A My Head & My Heart című dal 2020 novemberében jelent meg, amely az album digitális kiadásán szerepelt. 2021 novemberében a holland DJ Tiëstóval közösen adta ki a The Motto című dalt, amely Ausztriában, Hollandiában és Svédországban a Top 10-be került.
Max második stúdióalbuma, a Diamonds & Dancefloors 2023. január 27-én jelent meg, amelyet olyan kislemezek előztek meg, mint a Maybe You’re the Problem, a Million Dollar Baby, a Weapons és a Dancing’s Done. Az album az amerikai Billboard 200-as listán a 34. helyen végzett, Németországban pedig a nyolcadik helyig jutott. A Kygo által készített Whatever című dala 2024 januárjában jelent meg, és amellett, hogy Norvégiában első helyezett lett, több országban is platina minősítést ért el.

## Stúdióalbumok
| Cím                    | Adatok | Legjobb helyezések | Legjobb helyezések | Legjobb helyezések | Legjobb helyezések | Legjobb helyezések | Legjobb helyezések | Legjobb helyezések | Legjobb helyezések | Legjobb helyezések | Legjobb helyezések | Legjobb helyezések | Minősítések |
| Cím                    | Adatok | US                 | AUS                | AUT                | FRA                | GER                | NLD                | NOR                | SWE                | SWI                | UK                 | HUN                | Minősítések |
| ---------------------- | --- | ------------------ | ------------------ | ------------------ | ------------------ | ------------------ | ------------------ | ------------------ | ------------------ | ------------------ | ------------------ | ------------------ | --- |
| Heaven & Hell          | - Megjelenés: 2020. szeptember 18. - Kiadó: Atlantic - Formátum: CD, LP, kazetta, digitális letöltés, streaming | 27                 | 7                  | 6                  | 14                 | 7                  | 6                  | 2                  | 7                  | 5                  | 2                  | 2                  | - RIAA: Platinalemez - BPI: Aranylemez - IFPI AUT: Aranylemez - IFPI NOR: 7× Platinalemez - SNEP: Platinalemez |
| Diamonds & Dancefloors | - Megjelenés: 2023. január 27. - Kiadó: Atlantic - Formátum: CD, LP, kazetta, digitális letöltés, streaming     | 34                 | 31                 | 6                  | 15                 | 8                  | 21                 | 28                 | 54                 | 8                  | 11                 | 5                  | |

## Középlemezek
| Cím                          | Adatok                                                                                |
| ---------------------------- | ------------------------------------------------------------------------------------- |
| Amanda Kay (mint Amanda Kay) | - Megjelenés: 2008. szeptember 12. - Kiadó: Denny Hits - Formátum: Digitális letöltés |

## Kislemezek

### Önálló előadóként
| Cím                                                                              | Év   | Legjobb helyezés | Legjobb helyezés | Legjobb helyezés | Legjobb helyezés | Legjobb helyezés | Legjobb helyezés | Legjobb helyezés | Legjobb helyezés | Legjobb helyezés | Legjobb helyezés | Legjobb helyezés | Minősítések | Album                  |
| Cím                                                                              | Év   | US               | AUS              | AUT              | FRA              | GER              | NLD              | NOR              | SWE              | SWI              | UK               | HUN              | Minősítések | Album                  |
| -------------------------------------------------------------------------------- | ---- | ---------------- | ---------------- | ---------------- | ---------------- | ---------------- | ---------------- | ---------------- | ---------------- | ---------------- | ---------------- | ---------------- | --- | ---------------------- |
| Sweet but Psycho                                                                 | 2018 | 10               | 2                | 1                | 8                | 1                | 4                | 1                | 1                | 1                | 1                | 2                | - RIAA: 4× Platinalemez - ARIA: 5× Platinalemez - BPI: 4× Platinalemez - BVMI: Gyémántlemez - IFPI AUT: 3× Platinalemez - IFPI NOR: 9x Platinalemez - IFPI SWI: 4× Platinalemez - NVPI: 2x Platinalemez - SNEP: Gyémántlemez | Heaven & Hell          |
| So Am I                                                                          | 2019 | —                | 14               | 26               | 58               | 21               | 23               | 2                | 16               | 18               | 13               | 9                | - RIAA: Platinalemez - ARIA: 2x Platinalemez - BPI: Platinalemez - BVMI: Aranylemez - IFPI AUT: Platinalemez - IFPI NOR: 3× Platinalemez - IFPI SWI: Platinalemez - SNEP: Platinalemez                                       | Heaven & Hell          |
| Torn                                                                             | 2019 | —                | —                | 60               | 106              | 59               | —                | —                | —                | 28               | 87               | 14               | - IFPI AUT: Aranylemez - IFPI SWI: Aranylemez - SNEP: Aranylemez | Heaven & Hell          |
| Tabú (Pablo Alboránnal)                                                          | 2019 | —                | —                | —                | —                | —                | —                | —                | —                | —                | —                | —                | | Nem jelent meg albumon |
| Salt                                                                             | 2019 | —                | —                | 8                | 38               | 10               | 35               | 5                | 33               | 8                | —                | 8                | - RIAA: Aranylemez - ARIA: Aranylemez - BPI: Ezüstlemez - BVMI: Platinalemez - IFPI AUT: 2x Platinalemez - IFPI NOR: 4× Platinalemez - SNEP: Platinalemez                                                                    | Heaven & Hell          |
| Alone, Pt. II (Alan Walkerrel)                                                   | 2019 | —                | —                | 45               | 68               | 47               | 15               | 4                | 25               | 47               | —                | 17               | - BVMI: Aranylemez - GLF: Platinalemez - IFPI AUT: Platinalemez - IFPI NOR: 4× Platinalemez - SNEP: Platinalemez | World of Walker        |
| Kings & Queens                                                                   | 2020 | 13               | 31               | 12               | 32               | 16               | 9                | 7                | 21               | 5                | 19               | 3                | - RIAA: 2x Platinalemez - BPI: Platinalemez - BVMI: 3x Aranylemez - IFPI AUT: 2x Platinalemez - IFPI NOR: 3× Platinalemez - SNEP: Gyémántlemez                                                                               | Heaven & Hell          |
| Who’s Laughing Now                                                               | 2020 | —                | —                | 60               | 68               | 65               | 55               | 8                | 63               | 34               | 93               | 6                | - IFPI AUT: Aranylemez - IFPI NOR: Platinalemez - SNEP: Platinalemez | Heaven & Hell          |
| OMG What’s Happening                                                             | 2020 | —                | —                | —                | —                | —                | —                | 32               | 72               | 65               | —                | 25               | - IFPI NOR: Aranylemez | Heaven & Hell          |
| Christmas Without You                                                            | 2020 | —                | —                | 33               | —                | 28               | 69               | —                | —                | 42               | 43               | —                | | Nem jelent meg albumon |
| My Head & My Heart                                                               | 2020 | 45               | 21               | 26               | 72               | 22               | 31               | —                | 90               | 19               | 18               | 13               | - RIAA: Platinalemez - ARIA: Platinalemez - BPI: Platinalemez - BVMI: Aranylemez - IFPI AUT: Aranylemez - IFPI NOR: Aranylemez - SNEP: Platinalemez                                                                          | Heaven & Hell          |
| EveryTime I Cry                                                                  | 2021 | —                | —                | —                | 105              | 58               | 62               | 39               | 55               | 97               | 99               | 37               | - IFPI AUT: Aranylemez - SNEP: Aranylemez | Nem jelent meg albumon |
| The Motto (Tiësto-val)                                                           | 2021 | 42               | 22               | 10               | 60               | 10               | 5                | 11               | 21               | 5                | 12               | 2                | - RIAA: Platinalemez - ARIA: 2x Platinalemez - BPI: Platinalemez - BVMI: Platinalemez - IFPI AUT: 2x Platinalemez - IFPI NOR: Platinalemez - SNEP: Platinalemez                                                              | Drive                  |
| Maybe You’re the Problem                                                         | 2022 | —                | —                | 75               | —                | 65               | 71               | 34               | 55               | —                | 83               | 26               | | Diamonds & Dancefloors |
| Million Dollar Baby                                                              | 2022 | —                | —                | —                | 139              | —                | —                | —                | 67               | —                | —                | 11               | - SNEP: Aranylemez | Diamonds & Dancefloors |
| Weapons                                                                          | 2022 | —                | —                | —                | —                | —                | —                | —                | 54               | 95               | —                | —                | | Diamonds & Dancefloors |
| Dancing’s Done                                                                   | 2023 | —                | —                | —                | —                | —                | —                | —                | —                | —                | —                | 35               | | Diamonds & Dancefloors |
| One of Us                                                                        | 2023 | —                | —                | —                | —                | —                | —                | —                | —                | —                | —                | 8                | | Diamonds & Dancefloors |
| Ghost                                                                            | 2023 | —                | —                | —                | —                | —                | —                | —                | —                | —                | —                | —                | | Diamonds & Dancefloors |
| Car Keys (Ayla) (Alokkal)                                                        | 2023 | —                | —                | —                | —                | —                | 37               | —                | 76               | —                | —                | —                | - Mahasz: Platinalemez | Nem jelent meg albumon |
| Choose Your Fighter                                                              | 2023 | —                | —                | —                | —                | —                | —                | —                | —                | —                | 90               | —                | | Barbie the Album       |
| Whatever (Kygo-val)                                                              | 2024 | —                | —                | 20               | 27               | 15               | 19               | 1                | 9                | 15               | 15               | —                | - BPI: Aranylemez - GLF: Platinalemez - IFPI SWI: Platinalemez - SNEP: Platinalemez - Mahasz: 2x Platinalemez | Kygo                   |
| My Oh My                                                                         | 2024 | —                | —                | —                | —                | —                | —                | 38               | 73               | —                | —                | —                | | Nem jelent meg albumon |
| Brought the Heat Back (a Enhypennel)                                             | 2024 | —                | —                | —                | —                | —                | —                | —                | —                | —                | —                | —                | | Nem jelent meg albumon |
| Spot a Fake                                                                      | 2024 | —                | —                | —                | —                | —                | —                | —                | —                | —                | —                | —                | | ?                      |
| Forever Young (David Guettával és az Alphaville-lel)                             | 2024 | —                | —                | —                | 79               | 75               | —                | —                | —                | 46               | —                | —                | | Nem jelent meg albumon |
| 1 Wish                                                                           | 2024 | —                | —                | —                | —                | —                | —                | —                | —                | —                | —                | —                | | Nem jelent meg albumon |
| „—” a felvétel nem került fel a listára, vagy nem jelent meg az adott területen. |      |                  |                  |                  |                  |                  |                  |                  |                  |                  |                  |                  | |                        |

### Közreműködő előadóként
| Cím                                                                              | Év   | Legjobb helyezés | Legjobb helyezés | Legjobb helyezés | Legjobb helyezés | Legjobb helyezés | Legjobb helyezés | Minősítések                                    | Album                  |
| Cím                                                                              | Év   | US Pop           | US Dance         | NZ Hot           | SWE Heat.        | UK               | WW Excl. US      | Minősítések                                    | Album                  |
| -------------------------------------------------------------------------------- | ---- | ---------------- | ---------------- | ---------------- | ---------------- | ---------------- | ---------------- | ---------------------------------------------- | ---------------------- |
| Clap Your Hands (Le Youth featuring Ava Max)                                     | 2017 | —                | —                | —                | —                | —                | —                |                                                | Nem jelent meg albumon |
| Into Your Arms (Witt Lowry featuring Ava Max)                                    | 2018 | —                | —                | —                | —                | —                | —                | - RIAA: 2x Platinalemez - IFPI NOR: Aranylemez | Nem jelent meg albumon |
| Make Up (Vice and Jason Derulo featuring Ava Max)                                | 2018 | —                | —                | 40               | —                | —                | —                |                                                | Nem jelent meg albumon |
| Slow Dance (AJ Mitchell featuring Ava Max)                                       | 2019 | 28               | —                | —                | —                | —                | —                | - RIAA: Aranylemez                             | Slow Dance and Skyview |
| Stop Crying Your Heart Out (as BBC Radio 2 Allstars)                             | 2020 | —                | —                | —                | —                | 7                | 114              |                                                | Nem jelent meg albumon |
| Sad Boy (R3hab and Jonas Blue featuring Ava Max and Kylie Cantrall)              | 2021 | —                | 17               | —                | 3                | —                | —                |                                                | Nem jelent meg albumon |
| „—” a felvétel nem került fel a listára, vagy nem jelent meg az adott területen. |      |                  |                  |                  |                  |                  |                  |                                                |                        |

### Promóciós kislemezek
| Take Away the Pain                                                               | 2013 | —  | —  | —  | —  | —  | —  | —  |                    | Nem albumhoz tartozó promóciós kislemezek |
| Satellite                                                                        | 2013 | —  | —  | —  | —  | —  | —  | —  |                    | Nem albumhoz tartozó promóciós kislemezek |
| Spinning Around                                                                  | 2015 | —  | —  | —  | —  | —  | —  | —  |                    | Nem albumhoz tartozó promóciós kislemezek |
| Come Home                                                                        | 2015 | —  | —  | —  | —  | —  | —  | —  |                    | Nem albumhoz tartozó promóciós kislemezek |
| Jet Set                                                                          | 2016 | —  | —  | —  | —  | —  | —  | —  |                    | Nem albumhoz tartozó promóciós kislemezek |
| Anyone But You                                                                   | 2016 | —  | —  | —  | —  | —  | —  | —  |                    | Nem albumhoz tartozó promóciós kislemezek |
| My Way                                                                           | 2018 | —  | —  | —  | —  | —  | —  | 37 |                    | Nem albumhoz tartozó promóciós kislemezek |
| Slippin’ (featuring Gashi)                                                       | 2018 | —  | —  | —  | —  | —  | —  | —  |                    | Nem albumhoz tartozó promóciós kislemezek |
| Not Your Barbie Girl                                                             | 2018 | —  | —  | —  | —  | —  | —  | —  |                    | Nem albumhoz tartozó promóciós kislemezek |
| Blood, Sweat & Tears                                                             | 2019 | —  | —  | —  | —  | 60 | —  | —  |                    | Nem albumhoz tartozó promóciós kislemezek |
| Freaking Me Out                                                                  | 2019 | —  | —  | —  | —  | —  | 29 | —  |                    | Nem albumhoz tartozó promóciós kislemezek |
| On Somebody                                                                      | 2019 | —  | —  | —  | —  | —  | 35 | —  |                    | Nem albumhoz tartozó promóciós kislemezek |
| On Me (Thomas Rhett and Kane Brown featuring Ava Max)                            | 2020 | 50 | —  | 18 | 91 | —  | —  | —  | - RIAA: Aranylemez | Scoob! The Album                          |
| Naked                                                                            | 2020 | —  | —  | —  | —  | —  | 38 | —  |                    | Heaven & Hell                             |
| Cold as Ice                                                                      | 2023 | —  | 26 | —  | —  | —  | —  | —  |                    | Diamonds & Dancefloors                    |
| „—” a felvétel nem került fel a listára, vagy nem jelent meg az adott területen. |      |    |    |    |    |    |    |    |                    |                                           |

## Egyéb slágerlistás dalok
| Diamonds & Dancefloors                                                           | 2023 | 25 | Diamonds & Dancefloors |
| Turn Off the Lights                                                              | 2023 | 37 | Diamonds & Dancefloors |
| Get Outta My Heart                                                               | 2023 | 32 | Diamonds & Dancefloors |
| „—” a felvétel nem került fel a listára, vagy nem jelent meg az adott területen. |      |    |                        |

## Vendégszereplések
| Cím                                | Év   | Előadó(k)    | Album     |
| ---------------------------------- | ---- | ------------ | --------- |
| Take Away the Pain (mint Ava Koci) | 2015 | Project 46   | Beautiful |
| Let It Be Me                       | 2018 | David Guetta | 7         |

## Notes
1. ↑  A So Am I nem került be az amerikai Billboard Hot 100-as listára, de a Dance Club Songs listán az 5. helyen végzett.[26]
2. ↑  A Torn nem került be az ARIA Singles Chartra, de az ARIA Digital Track Charton a 34. helyen végzett.[29]
3. ↑  Az OMG What’s Happening nem került be az amerikai Billboard Hot 100-as listájára, de a Digital Song Sales charton a 39. helyen végzett.[32]
4. ↑  A Christmas Without You nem került be a svéd Singellista Chartra, de a svéd Heatseeker Charton a 16. helyen végzett.[33]
5. ↑  A My Head & My Heart csak a Heaven & Hell digitális újrakiadásán szerepel.
6. ↑  A Million Dollar Baby nem került be a Single Top 100-as listára, de a holland Single Tip listán a 22. helyen végzett.[35]
7. ↑  A Dancing’s Done nem került be a svéd Singellista Chartra, de a svéd Heatseeker Charton a második helyen végzett.[36]
8. ↑  A Whatever nem került be az amerikai Billboard Hot 100-as listára, de a Bubbling Under Hot 100-as listán az első helyen végzett.[38]
9. ↑  A My Oh My nem került be a UK Singles Chartra, de a UK Singles Downloads Charton a 26. helyen végzett.[39]
10. ↑  A Spot a Fake nem került be a svéd Singellista Chartra, de a svéd Heatseeker Charton a második helyen végzett.[40]
11. ↑  A Spot a Fake nem került be a UK Singles Chartra, de a UK Singles Downloads Charton a 81. helyen végzett.[41]
12. ↑  A Forever Young nem került be a svéd Singellista Chartra, de a svéd Heatseeker Charton a 10. helyen végzett.[43]
13. ↑  A Not Your Barbie Girl csak a Heaven & Hell japán kiadásán szerepel.[63]

## Fordítás
Ez a szócikk részben vagy egészben  az   Ava Max discography című angol Wikipédia-szócikk fordításán alapul.  Az eredeti cikk szerkesztőit annak laptörténete sorolja fel. Ez a jelzés csupán a megfogalmazás eredetét és a szerzői jogokat jelzi, nem szolgál a cikkben szereplő információk forrásmegjelöléseként.